# Frändefors
Frändefors è un'area urbana della Svezia situata nel comune di Vänersborg, contea di Västra Götaland.
La popolazione rilevata nel censimento 2010 era di 613 abitanti .